# Књига пророка Језекиља
Књига пророка Језекиља је 26. књига Светог писма Старог завета и 14. књига Танаха.
Књигу је написао пророк Језекиљ око 571. п. н. е. у Вавилону. Говори о времену вавилонског ропства 613.-571. п. н. е.
Ауторство књиге која носи име пророка Језекиља, и припада библијском канону никад није било оспорено. Књига је ушла у канон у време Јездре и појављује се у каталозима ранохришћанских богослова, како што је Ориген. Аутентичност књиге је такође неспорна, због упадљиве сличности симболичких слика које се налазе и у Плачу Јеремијином и Откривењу и другим књигама Светог писма.

## Предсказања
Језекиљ 34 је поглавље у коме је Бог оптужио вође Израела као лажне пастире због њихове лоше бриге о Његовом народу. Они су бринули о себи уместо о овцама Израела. Они су добро јели, били добро обучени и добро збринути од стране оних људи који су их и изабрали (Језекиљ 34:1-3). Насупрот томе, Исус је Добар Пастир који свој живот полаже за своје овце и који их штити од вукова који би да униште стадо (Јован 10:11-12). Стих 4 поглавља 34 описује људе којима пастири нису помогли, као што су слаби, болесни, повређени и изгубљени. Исус је Велики лекар који лечи наше духовне ране (Исаија 53:5) Његовим распећем. Он је тај који тражи и чува оно што је изгубљено (Лука 19:10).

## Практична примена
Књига пророка Језeкиља нас позива да се придружимо снажном и живом сусрету са Богом Аврама, Мојсија и пророка. Морамо бити победници или ћемо бити побеђени. Језекиљ нас изазива да: искусимо живот мењајући виђење Божије снаге, знања, вечног присуства и светости; пустимо да нас Бог усмерава; шватимо дубину и преданост злу које лежи у сваком људском срцу; признамо да Бог држи своје слуге одговорне за упозорење злих људи на опасност у којој су; да искусимо живу везу са Исусом Христом, који је рекао да се нови завет може наћи у Његовој крви.

## Кључни стихови
Језекиљ 2:3-6: "И рече ми: Сине човечји, ја те шаљем к синовима Израиљевим, к народима одметничким, који се одметнуше мене; они и оци њихови бише ми неверни до овог дана. К синовима тврдог образа и упорног срца шаљем те ја, па им реци: Тако вели Господ; И послушали или не послушали, јер су дом одметнички, нека знају да је пророк био међу њима."
Језекиљ 18:4: "Гле, све су душе моје, како душа очева тако и душа синовљева моја је, која душа згреши она ће погинути."
Језекиљ 28:12-14: "Сине човечји, наричи за царем тирским, и реци му: Овако вели Господ Господ: Ти си печат савршенства, пун си мудрости, и сасвим си леп. Био си у Едему, врту Божјем; покривало те је свако драго камење: сарад, топаз, дијамант, хрисолит, оних, јаспис, сафир, карбункул, смарагд и злато; онај дан кад си се родио начињени ти бише бубњи твоји и свирале. Ти си био херувим, помазан да заклањаш; и ја те поставих; ти беше на светој гори Божијој, хођаше посред камења огњеног."
Језекиљ 33:11: "Реци им: Тако био ја жив, говори Господ Господ, није ми мило да умре безбожник, него да се врати безбожник са свог пута и буде жив; вратите се, вратите се са злих путева својих, јер зашто да мрете, доме Израиљев?"
Језекиљ 48:35: "Унаоколо ће бити осамнаест хиљада лаката, а име ће граду од тог дана бити: Господ је ту."